# Leonardo Gubinelli
Leonardo Gubinelli (* 27. August 2000 in Rothrist) ist ein schweizerisch-italienischer Fussballspieler.

## Karriere

### Verein
Gubinelli begann mit dem Fussballspielen beim FC Basel. Nachdem er dort alle Jugendmannschaften durchlaufen hatte und auch zu zwei Einsätzen in der Saison 2018/19 in der UEFA Youth League gekommen war, wurde er im Sommer 2018 in das Kader der U21-Mannschaft in der Promotion League, der 3. Schweizer Liga, aufgenommen, für die er im August 2018 gegen die AC Bellinzona zu seinem Pflichtspieldebüt im Seniorenbereich kam.
Im Januar 2022 wurde er bis zum Ende der Saison 2021/22 an den deutschen Drittligisten TSV Havelse ausgeliehen. Er kam für den Aufsteiger 14-mal in der Liga zum Einsatz, stand 9-mal in der Startelf und erzielte ein Tor. Am Saisonende stieg Havelse jedoch wieder in die Regionalliga Nord ab. Gubinelli kehrte daraufhin zunächst nach Basel zurück, ehe ihn im August 2022 der SC Kriens verpflichtete.

### Nationalmannschaft
Gubinelli bestritt für die U20 des Schweizerischen Fussballverbandes im Jahr 2019 ein Länderspiel.